# Meridiano 8 W
O Meridiano 8 W é um meridiano que, partindo do Polo Norte, atravessa o Oceano Ártico, Oceano Atlântico, Europa, África, Oceano Antártico, Antártida e chega ao Polo Sul.  Forma um círculo máximo com o Meridiano 172 E.
Começando no Polo Norte, tem os seguintes cruzamentos:
| País, território ou mar | Notas |
| ----------------------- | --- |
| Oceano Ártico           | |
| Noruega                 | Ilha de Jan Mayen |
| Oceano Atlântico        | Passa a oeste da ilha de Mykines, Ilhas Feroé · Passa a oeste das Ilhas Monach, Escócia, Reino Unido · Passa a oeste da ilha Mingulay, Escócia, Reino Unido                                                                                               |
| Irlanda                 | |
| Reino Unido             | Irlanda do Norte |
| Irlanda                 | |
| Oceano Atlântico        | |
| Espanha                 | Passa nas seguintes províncias da Galiza: Província de A Coruña Província de Pontevedra Província de Ourense |
| Portugal                | Passa nos distritos seguintes: Distrito de Vila Real Distrito de Braga Distrito do Porto Distrito de Viseu Distrito de Coimbra Distrito de Castelo Branco Distrito de Santarém Distrito de Portalegre Distrito de Évora Distrito de Beja Distrito de Faro |
| Oceano Atlântico        | |
| Marrocos                | |
| Argélia                 | |
| Mauritânia              | |
| Mali                    | |
| Guiné                   | |
| Costa do Marfim         | |
| Guiné                   | |
| Costa do Marfim         | |
| Guiné                   | Em cerca de 3 km |
| Costa do Marfim         | Em cerca de 9 km |
| Guiné                   | Em cerca de 6 km |
| Costa do Marfim         | |
| Libéria                 | |
| Oceano Atlântico        | |
| Oceano Antártico        | |
| Antártida               | Terra da Rainha Maud, reclamada pela Noruega |